# Undal
Undal est une ancienne commune norvégienne du Comté d'Agder. 
Undal a été créé en 1837 et se composait des villages de  Konsmo, Spangereid, Valle, et Vigmostad. En 1844 , Undal a été partagé en Sør-Undal (Spangereid et Valle) et Nord-Undal (Konsmo et Vigmostad). Sør Undal comptait alors 3 893 habitants et Nord-Undal 802 habitants. Vers 1900, les dénominations de Sør et Nord-Audnedal ont commencé à être usités.